# Высокое (Нерехтский район)
Высокое — упразднённый населённый пункт Нерехтском районе Костромской области России. Ныне улица Высокая посёлка Космынино Воскресенского сельского поселения. Находится в 2,5 км к северо-востоку от центра посёлка Космынино.

## Этимология
Само Высокое построено на возвышенности, от этого и идёт его название.

## История
На рубеже XIX и XX веков, после завершения строительства железной дороги Москва — Кострома, прошедшей по насыпи через обширное Космынинское болото, здесь появилась возможность промышленного освоения торфяников. Этим воспользовался Горбунов — владелец текстильных фабрик города Середа (ныне Фурманов). Кустарная добыча торфа жителями окрестных деревень им была заменена машинной, построена станция Космынино. Начата добыча на участках Центральное, Низкое и Чистое. Немного позже открыты более удалённые участки Высокое и Зорино. В бараках участков селились рабочие из разных уголков Российской империи, но особенно много их было из Вологодской губернии. Добыча торфа осуществлялась только в тёплое время года, поэтому большинство бараков было дощатых и неотапливаемых. Часть бараков строилась утеплёнными из брёвен и предназначалась для сотрудников, занимающихся погрузкой добытого торфа, которая велась круглогодично. На участке Высокое функционировала столовая.

## География
В 750 м к востоку протекает река Чёрная. На западе и северо-западе от селения лежит лес. На севере и северо-востоке торфяное поле на Космынинском болоте. На юге от села небольшой лес за которым следуют поля. За ними же стоит соседняя деревня Челпаново.

## Экология
Сегодня стоит экологическая проблема из-за организации песчаного карьера на западе Залесья.